# Immer (Ganderkesee)
Immer ist ein Ortsteil der Gemeinde Ganderkesee im niedersächsischen Landkreis Oldenburg.

## Geografie und Verkehrsanbindung
Die Ortschaft liegt etwa 4 Kilometer südwestlich von Ganderkesee am Nordostrand des Stühe, einem etwa 300 ha großen Waldgebiet. Die Immer Bäke passiert Immer im Westen und mündet knapp anderthalb Kilometer nordwestlich der Ortsmitte in die Welse.
Von der Haltestelle Immer Bahnhof besteht über die Buslinie 220 Verbindung nach Ganderkesee.

## Geschichte
Immer wird erstmals um 1250 als Ymmere erwähnt. 1762 hatte der Ort 16 Wohnplätze und 94 Einwohner.
Im Jahre 1898 wurde Immer mit Eröffnung der Bahnstrecke Delmenhorst–Hesepe zur Bahnstation, damit wurde auch der nahegelegene Stüher Wald und die dortige Wohnstätte des Hasen-Ahlers zum Ausflugsziel für Delmenhorster und Bremer. Nach dem Zweiten Weltkrieg hatte der Ausflugsverkehr ein Ende. Der Bahnhof wurde 1988 geschlossen.
Zwischen den Ganderkeseer Ortsteilen Immer und Bürstel besteht eine kulturelle Zusammenarbeit.

## Sehenswertes
- Reetgedecktes Wohn- und Wirtschaftsgebäude Hengsterholzer Straße 52 vom Ende des 18. Jahrhunderts